# Nie ten człowiek
Nie ten człowiek – polski film fabularny z 2010 roku. Zdjęcia do filmu powstały od grudnia 2008 do lutego 2009 w Łodzi

## Fabuła
Kuba, absolwent astronomii, postanawia za namową rodziców, podjąć w swoim życiu pierwszą pracę. Wyrusza do miasta, aby tak zrobić. Jednak od samego początku los nie oszczędza Kuby.

## Obsada
- Bartosz Turzyński − Kuba
- Lesław Żurek − Boguś
- Sławomir Sulej
- Sławomir Orzechowski − ojciec Kuby
- Maria Maj − matka Kuby
- Gabriela Muskała − żona dyrektora
- Piotr Adamczyk − służący barona
- Jan Frycz − starszy aspirant
- Agnieszka Więdłocha
- Krzysztof Globisz
- Kinga Preis − klientka w sklepie akwarystycznym
- Agnieszka Wosińska − prowadząca program religijny
- Roman Gancarczyk − właściciel sklepu akwarystycznego
- Marek Kasprzyk − kolega Nowaka
- Andrzej Mastalerz − zwolennik dwustu metrów
- Przemysław Bluszcz − lekarz pogotowia ratunkowego